# Romana Slavinec
Romana Slavinec (* 25. Juli 1990 in Möbersdorf) ist eine österreichische Duathletin, Triathletin und Wintertriathletin. Sie ist Triathlon-Staatsmeisterin (2013, 2014, 2016), Duathlon-Staatsmeisterin (2013), U23-Weltmeisterin Wintertriathlon (2012), zweifache Vizeeuropameisterin Wintertriathlon (2017, 2020) sowie neunfache Staatsmeisterin Wintertriathlon (2010–2019).

## Werdegang

### U23-Vizeweltmeisterin Wintertriathlon 2010
Im Februar 2010 wurde Romana Slavinec in Eidsvoll (bei Oslo) U23-Vizeweltmeisterin im Wintertriathlon. 2012 wurde sie U23-Weltmeisterin und in Italien U23-Europameisterin.

### Duathlon-Staatsmeisterin 2013
Im April 2013 wurde sie Duathlon-Staatsmeisterin. Zwischen 2012 und 2015 startete Slavinec vermehrt bei ITU-Triathlonwettkämpfen über die olympische Distanz und konnte mehrere Top-10-Platzierungen erzielen.
Im Jänner 2015 holte sie sich in der Steiermark ihren bereits sechsten Staatsmeistertitel im Wintertriathlon in Folge. Bei den Wintertriathlon-Europameisterschaften belegte sie im Januar 2016 den dritten Rang. Bei den Weltmeisterschaften belegte sie im Februar in Zeltweg ebenso den dritten Rang.

### Staatsmeisterin Triathlon Sprintdistanz 2016
Im Juni 2016 wurde sie im Burgenland am Neufelder See Staatsmeisterin auf der Triathlon-Sprintdistanz.
In Estland wurde sie im Jänner 2017 Vizeeuropameisterin Wintertriathlon. In Rohrbach an der Gölsen wurde Slavinec im April 2018 zum insgesamt vierten und dritten Mal in Folge Vizestaatsmeisterin auf der Duathlon-Kurzdistanz hinter Sandrina Illes. Im Februar 2019 wurde die damals 28-Jährige in Italien zum dritten Mal Dritte bei der ITU-Weltmeisterschaft Wintertriathlon.
Beim erstmals ausgetragenem Wintertriathlon Weltcup in Harbin (China) Anfang Jänner 2020 belegte Slavinec bei tief-wintertlichen Bedingungen von −20 Grad den vierten Platz. 
Bei der Weltmeisterschaft Wintertriathlon belegte sie im Februar 2020 in Italien den siebten Rang und in Rumänien wurde sie drei Wochen später zum zweiten Mal Vizeeuropameisterin im Wintertriathlon.
Im August wurde sie Dritte bei der österreichischen Staatsmeisterschaft auf der Triathlon-Kurzdistanz hinter Lisa Perterer und Therese Feuersinger. Bei der österreichischen Rad-Staatsmeisterschaften auf der Straße erreichte Slavinec in Mattersburg den zehnten Platz. Im Laser-Run, einer Teildisziplin des Mondernen Fünfkampfes wurde Slavinec bei ihrem ersten Antreten auf Anhieb Staatsmeisterin.

### Dopingsperre 2021
Im Dezember 2021 wurde Romana Slavinec wegen zwei Verstößen gegen die Anti-Doping-Bestimmungen im Februar (Triathlon Wintercup) und im März 2021 (Österreichische Wintertriathlon-Staatsmeisterschaften) für 14 Monate bis einschließlich 7. Juni 2022 gesperrt.

### Radsport
Bei den Österreichischen Staatsmeisterschaften im Straßenrennen kam Romana Slavinec in den Jahren 2019 bis 2022 jeweils unter die besten 20 Fahrerinnen.
Im März 2023 wurde Slavinec von der spanischen Profimannschaft Soltec engagiert.
Sie startete bei der dreitägigen Rundfahrt Vuelta Extremadura Féminas, die sie auf Gesamtrang 67 beendete. Im Mai 2023 nahm sie erneut teil an der La Vuelta Femenina (zählt zur UCI Women’s WorldTour) – sie musste aber auf der fünften von sieben Etappen aufgeben.
Romana Slavinec studierte an der Karl-Franzens-Universität in Graz Sport- und Bewegungswissenschaften und schloss mit einem Master of Science ihr Studium erfolgreich ab. Sie gehört seit 2018 dem österreichischen Polizeispitzensport an und wird trainiert von ihrem Vater Helmut Slavinec.

## Sportliche Erfolge
| Datum/Jahr    | Rang | Wettbewerb                                           | Austragungsort     | Zeit       | Bemerkung |
| ------------- | ---- | ---------------------------------------------------- | ------------------ | ---------- | --- |
| 15. Aug. 2020 | 3    | ÖTRV Staatsmeisterschaft Triathlon Kurzdistanz       | Thiersee           | 02:21:49   | Triathlon-Staatsmeisterschaft über die Olympische Distanz                                                                                            |
| 25. Aug. 2019 | 4    | ÖTRV Staatsmeisterschaft Triathlon Mitteldistanz     | Bregenz            | 04:33:18   | Triathlon-Staatsmeisterschaft beim Trans Vorarlberg Triathlon                                                                                        |
| 26. Aug. 2018 | 8    | Ironman 70.3 Zell am See-Kaprun                      | Zell am See        | 01:56:03   | verkürzter Kurs ohne die Raddistanz |
| 23. Juni 2018 | 1    | Steeltownman                                         | Linz               |            | Siegerin auf der Sprintdistanz |
| 26. Mai 2018  | 2    | USPE Europäische Polizeimeisterschaften im Triathlon | Almere             | 00:22:35   | Vizeeuropameister hinter Deutschland in der Mannschaftswertung (mit Sabine Buxhofer und Martina Donner)                                              |
| 12. Aug. 2017 | 1    | Waldviertler Eisenmann Triathlon                     | Litschau           | 04:48:29   | 2,3 km Schwimmen, 84 km Radfahren und 21 km Laufen                                                                                                   |
| 23. Juli 2017 | 1    | Trumer Triathlon                                     | Obertrum am See    | 04:39:15,1 | zweiter Sieg in Folge in Obertrum auf der Mitteldistanz                                                                                              |
| 16. Juli 2017 | 4    | ÖTRV Staatsmeisterschaft Triathlon Kurzdistanz       | Wallsee-Sindelburg | 02:10:15   | Staatsmeisterschaft beim Mostiman Triathlon |
| 3. Juni 2017  | 3    | ÖTRV Staatsmeisterschaft Triathlon Sprintdistanz     | Maria Lankowitz    | 01:06:38   | [ 8 ] |
| 17. Juli 2016 | 1    | Trumer Triathlon                                     | Obertrum am See    | 04:39:27   | Siegerin – beim ersten Start auf der Mitteldistanz                                                                                                   |
| 2. Juli 2016  | 1    | Steeltownman                                         | Linz               |            | Siegerin auf der Kurzdistanz |
| 11. Juni 2016 | 1    | ÖTRV Staatsmeisterschaft Triathlon Sprintdistanz     | Neufelder See      |            | |
| 4. Juni 2016  | 2    | Wörthersee Triathlon                                 | Wörthersee         | 01:00:14   | Zweite auf der Sprintdistanz – hinter Lisa Perterer (750 m Schwimmen, 20 km Radfahren und 5 km Laufen)                                               |
| 13. Juni 2015 | 3    | ÖTRV Staatsmeisterschaft Triathlon Sprintdistanz     | Neufelder See      |            | |
| 10. Aug. 2014 | 17   | ETU Sprint Triathlon European Cup                    | Riga               | 01:04:40   | |
| 19. Juli 2014 | 1    | ÖTRV Staatsmeisterschaft Triathlon Kurzdistanz       | Obertrum am See    | 02:26:38   | Triathlon-Staatsmeisterin über die olympische Distanz im Rahmen des Trumer Triathlon                                                                 |
| 7. Juni 2014  | 3    | ÖTRV Staatsmeisterschaft Triathlon Sprintdistanz     | Neufelder See      | 01:06:05   | Österreichische Staatsmeisterschaft auf der Sprintdistanz im Rahmen des Neufelder Triathlons                                                         |
| 18. Mai 2014  | 17   | ETU Sprint Triathlon European Cup                    | Bratislava         | 01:06:41   | 750 m Schwimmen, 20 km Radfahren und 5 km Laufen |
| 20. Juli 2013 | 3    | ÖTRV Staatsmeisterschaft Triathlon Kurzdistanz       | Obertrum am See    | 02:23:02   | Dritte bei der Triathlon-Staatsmeisterschaft über die olympische Distanz im Rahmen des Trumer Triathlon – hinter Lisa Hütthaler und Lydia Waldmüller |
| 2012          | 1    | ÖTRV Staatsmeisterschaft Triathlon U23               | Wien               |            | Staatsmeisterin U23 |
| 12. Juni 2010 | 1    | ÖTRV Staatsmeisterschaft Triathlon U23               | Wien               |            | Staatsmeisterin U23 – als Dritte beim Vienna City Triathlon auf der olympischen Distanz                                                              |

| Datum/Jahr    | Rang | Wettbewerb                                      | Austragungsort         | Zeit     | Bemerkung                                                                        |
| ------------- | ---- | ----------------------------------------------- | ---------------------- | -------- | -------------------------------------------------------------------------------- |
| 14. Apr. 2018 | 2    | ÖTRV Staatsmeisterschaft Duathlon               | Rohrbach an der Gölsen | 02:06:50 |                                                                                  |
| 17. Sep. 2017 | 2    | ÖTRV Staatsmeisterschaft Duathlon               | Deutschlandsberg       | 01:40:55 | Vizestaatsmeisterin Duathlon wie auch im Vorjahr                                 |
| 17. Sep. 2016 | 2    | ÖTRV Staatsmeisterschaft Duathlon Kurzdistanz   | Deutschlandsberg       | 01:37:00 | Vizestaatsmeisterin Duathlon (7,5 km Laufen, 30 km Radfahren und 3,75 km Laufen) |
| 13. Sep. 2015 | 3    | ÖTRV Staatsmeisterschaft Duathlon Kurzdistanz   | Deutschlandsberg       | 01:43,59 | Duathlon-Staatsmeisterschaft                                                     |
| 20. Apr. 2013 | 1    | ÖTRV Staatsmeisterschaft Duathlon Kurzdistanz   | Osterreich             | 02:01:40 | Duathlon-Staatsmeisterin                                                         |
| 8. Mai 2010   | 2    | ÖTRV Staatsmeisterschaft Duathlon Kurzdistanz   | Bad Häring             |          | Staatsmeisterin U23 und Vizestaatsmeisterin Elite hinter Carina Wasle            |
| 23. Mai 2009  | 17   | ETU Duathlon European Championship Junior Women | Budapest               | 01:08:35 | Europameisterschaft Junioren (5 km Laufen, 20 km Radfahren und 2,5 km Laufen)    |

| Datum/Jahr    | Rang | Wettbewerb                                     | Austragungsort          | Zeit        | Bemerkung                                                                                 |
| ------------- | ---- | ---------------------------------------------- | ----------------------- | ----------- | ----------------------------------------------------------------------------------------- |
| 20. März 2021 | DSQ  | ITU Winter Triathlon World Championships       | Sant Julià de Lòria     | –           | Weltmeisterschaft Wintertriathlon                                                         |
| 6. März 2021  | DSQ  | ÖTRV Staatsmeisterschaft Wintertriathlon       | Villach                 | –           | [ 2 ]                                                                                     |
| 19. Feb. 2021 | DSQ  | ITU Winter Triathlon World Cup                 | Asiago                  | –           |                                                                                           |
| 7. März 2020  | 2    | ÖTRV Staatsmeisterschaft Wintertriathlon       | Villach                 | 01:32:57    |                                                                                           |
| 29. Feb. 2020 | 2    | ETU Winter Triathlon European Championships    | Cheile Grădiștei        | 01:03:51    | Vizeeuropameisterin                                                                       |
| 7. Feb. 2020  | 7    | ITU Winter Triathlon World Championships       | Asiago                  | 01:38:57    | Weltmeisterschaft Wintertriathlon                                                         |
| 4. Jan. 2020  | 4    | ITU Winter Triathlon World Cup                 | Harbin                  | 01:43:31    |                                                                                           |
| 2. März 2019  | 1    | ÖTRV Staatsmeisterschaft Wintertriathlon       | Villach                 | 01:26:14    | neunter Titel in Folge (7 km Crosslauf, 12 km Mountainbike und 10 km Langlauf)            |
| 9. Feb. 2019  | 3    | ITU Winter Triathlon World Championships       | Asiago                  | 01:45:22    |                                                                                           |
| 3. März 2018  | 1    | ÖTRV Staatsmeisterschaft Wintertriathlon       | Villach                 | 01:41:47    |                                                                                           |
| 27. Jan. 2018 | 3    | ITU Winter Triathlon World Championships       | Cheile Grădiștei        | 01:53:32    |                                                                                           |
| 19. Apr. 2017 | 1    | ÖTRV Staatsmeisterschaft Wintertriathlon       | Villach                 | 01:21:44    | siebter Titel in Folge                                                                    |
| 28. Jan. 2017 | 2    | ETU Winter Triathlon European Championships    | Otepää                  | 01:25:09    | Vizeeuropameisterin                                                                       |
| 13. Feb. 2016 | 3    | ITU Winter Triathlon World Championships       | Zeltweg                 | 01:32:07    | Wintertriathlon-Weltmeisterschaft (7,2 km Laufen, 12 km Mountainbike, 9,6 km Skilanglauf) |
| 23. Jan. 2016 | 3    | ETU Winter Triathlon European Championships    | Otepää                  | 01:27:35    |                                                                                           |
| 24. Jan. 2015 | 1    | ÖTRV Staatsmeisterschaft Wintertriathlon       | Zeltweg                 | 01:25:58,45 | 5,6 km Laufen, 13 km Mountainbike und 9,8 km Skilanglauf                                  |
| 8. Feb. 2014  | 1    | ÖTRV Staatsmeisterschaft Wintertriathlon       | Sankt Anna am Lavantegg | 01:18:39    |                                                                                           |
| 9. Feb. 2013  | 1    | ÖTRV Staatsmeisterschaft Wintertriathlon       | Sankt Anna am Lavantegg | 01:12:53,33 |                                                                                           |
| 24. März 2012 | 1    | ITU Winter Triathlon World Championship U23    | Jamijarvi               | 01:37:22    | U23-Weltmeisterin Wintertriathlon                                                         |
| 3. März 2012  | 1    | ETU Winter Triathlon European Championship U23 | Carcoforo               | 01:44:07    | U23-Europameisterin                                                                       |
| 29. Jan. 2012 | 1    | ÖTRV Staatsmeisterschaft Wintertriathlon       | Zeltweg                 |             |                                                                                           |
| 2011          | 1    | ÖTRV Staatsmeisterschaft Wintertriathlon       | Zeltweg                 |             |                                                                                           |
| 13. Feb. 2010 | 2    | ITU Winter Triathlon World Championship U23    | Eidsvoll                | 01:25:42    | Vizeweltmeisterin U23 Wintertriathlon                                                     |
| 2010          | 1    | ÖTRV Staatsmeisterschaft Wintertriathlon       | Kaprun                  |             |                                                                                           |

(DNF – Did Not Finish)